# キャンディバローズ
キャンディバローズ（英:Candy Barows、2013年3月22日 - ）は、日本の競走馬、繁殖牝馬。主な勝ち鞍は、2015年のファンタジーステークス（GIII）。
半姉に2011年の函館2歳ステークス（GIII）を制したファインチョイス（父:アドマイヤムーン）。半弟に2012年のクローバー賞（OP）を制したアットウィル（父:アドマイヤムーン）がいる。馬名の由来は、「キャンディ＋冠名（バローズ）」。

## 経歴

### 出生の背景
母アフレタータは、2002年から4年間で39戦に出走し、2003年のかささぎ賞（500万円以下）など4勝を挙げ、1600万円以下クラスまで出世、2003年のフィリーズレビュー（GII、優勝馬:ヤマカツリリー、9着）にも出走した。競走馬引退後は繁殖牝馬となり、初年度はクロフネが種付けられたが産駒は生まれず、2年目にアルカセットとの間に生まれた初仔が、兵庫県競馬で3勝（マルヨパトリオット）。2009年に生まれた2番目の仔、ファインチョイスは2011年の函館2歳ステークス（GIII）を勝利し、産駒として初めて重賞制覇を果たした。さらに2010年に生まれた3番目の仔、アットウィルは2012年のクローバー賞（OP）を勝利している。その後、スペシャルウィークが2年間種付けられたのち、6年目にディープインパクトが配合され、2013年3月22日に本馬（アフレタータの2013）が産まれた。

### 幼駒時代
生まれてから3週間後、母アフレタータの次年度の種付けに付き添って社台スタリオンステーションに馬運車で移動。母が種付けを終え、共に牧場に帰る際、乗っていた馬運車が交通事故に遭い、大けがを負ったものの奇跡的に無事であった。しかし、同乗していた母はディープインパクトの種を孕んだまま、死亡。将来の弟妹、母を同時に失うこととなった。乳母をつけることなく、牧場スタッフの努力によって育成された。しかし、1頭で放牧されるなど寂しく過ごした。その影響で母や兄姉よりも馬体重が増えず小柄な体型に育ち、他の馬がいないとさみしがるようになり、その一方、精神的にタフになったという。その後、「バローズ」の冠名で知られる猪熊広次が所有し「キャンディバローズ」と名付けられ、栗東トレーニングセンターの矢作芳人調教師のもとに入厩した。

### 競走馬時代

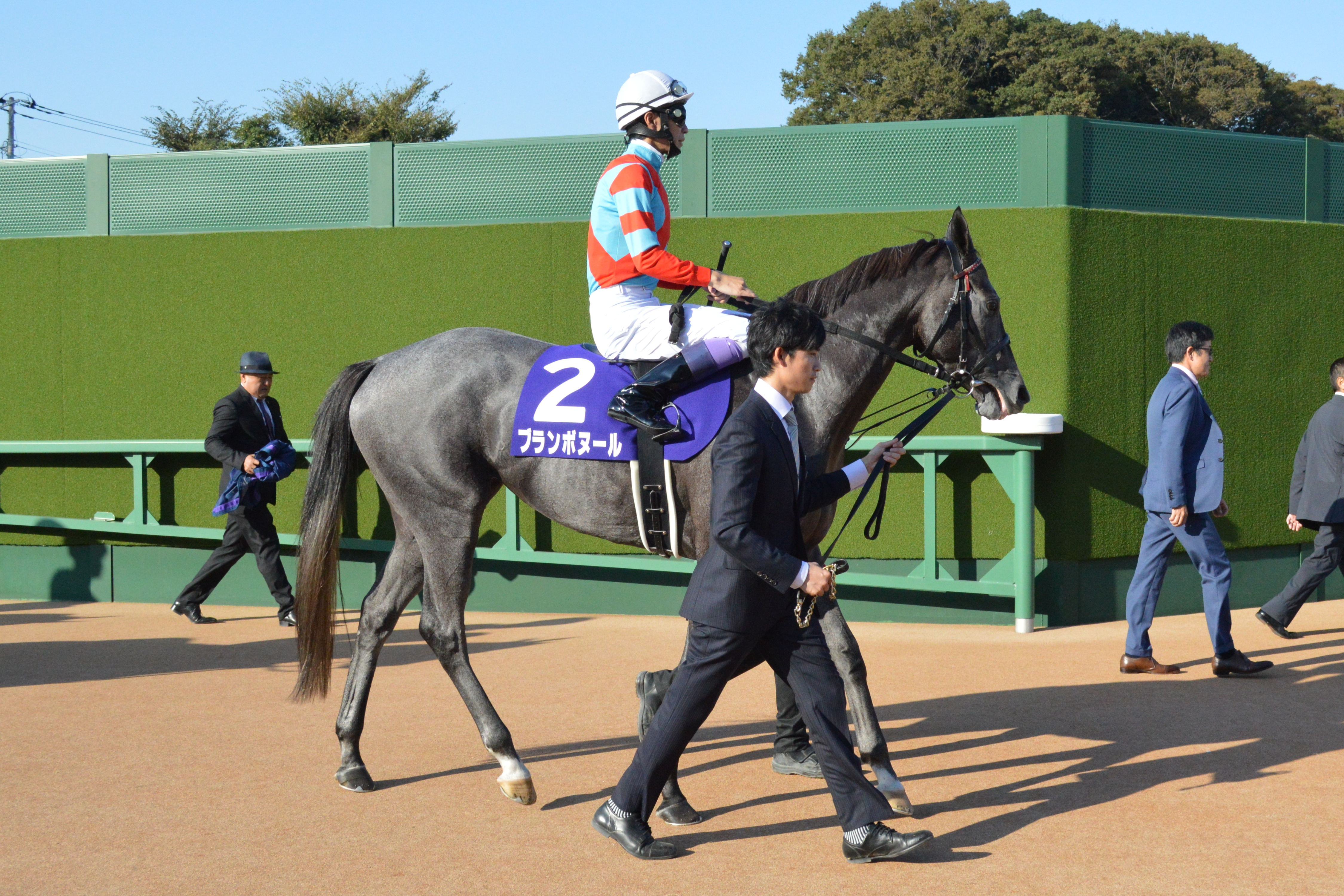
ブランボヌール

2015年8月1日、札幌競馬場の新馬戦にクリストフ・ルメールを鞍上にデビューを果たし、単勝オッズ2.1倍の1番人気の評価で出走。しかし、ジープルメリアにクビ差及ばず、2着と敗れた。3週間後、同じく札幌競馬場の、未勝利戦にルメールとともに、単勝オッズ1.7倍で断然の1番人気の評価で出走。1分29秒1で走破し、札幌競馬場芝1500メートルの2歳レコードを更新して勝ち上がった。ルメールによると使える脚が短いため、小回りの札幌競馬場は合っていたという。11月7日、重賞初挑戦となるファンタジーステークス（GIII）に出走、単勝オッズ11.7倍の5番人気に推された。好スタートを切り、逃げの手を打つメジェルダ、タガノヴィアーレ、1番人気のブランボヌールを後ろから見ることができる4.5番手に位置した。そのままの体制で最後の直線に進入し、前にいる3頭を外から追い上げた。残り200メートル地点で先頭集団に並び、決勝線手前で逃げ粘っていたメジェルダをアタマ差差し切って勝利。重賞初制覇を果たした。馬体重412キログラムで勝利となり、従来の2008年優勝イナズマアマリリス、2014年優勝クールホタルビの434キログラム、という記録を大幅に更新する、ファンタジーステークス史上最軽量体重での勝利を達成した。

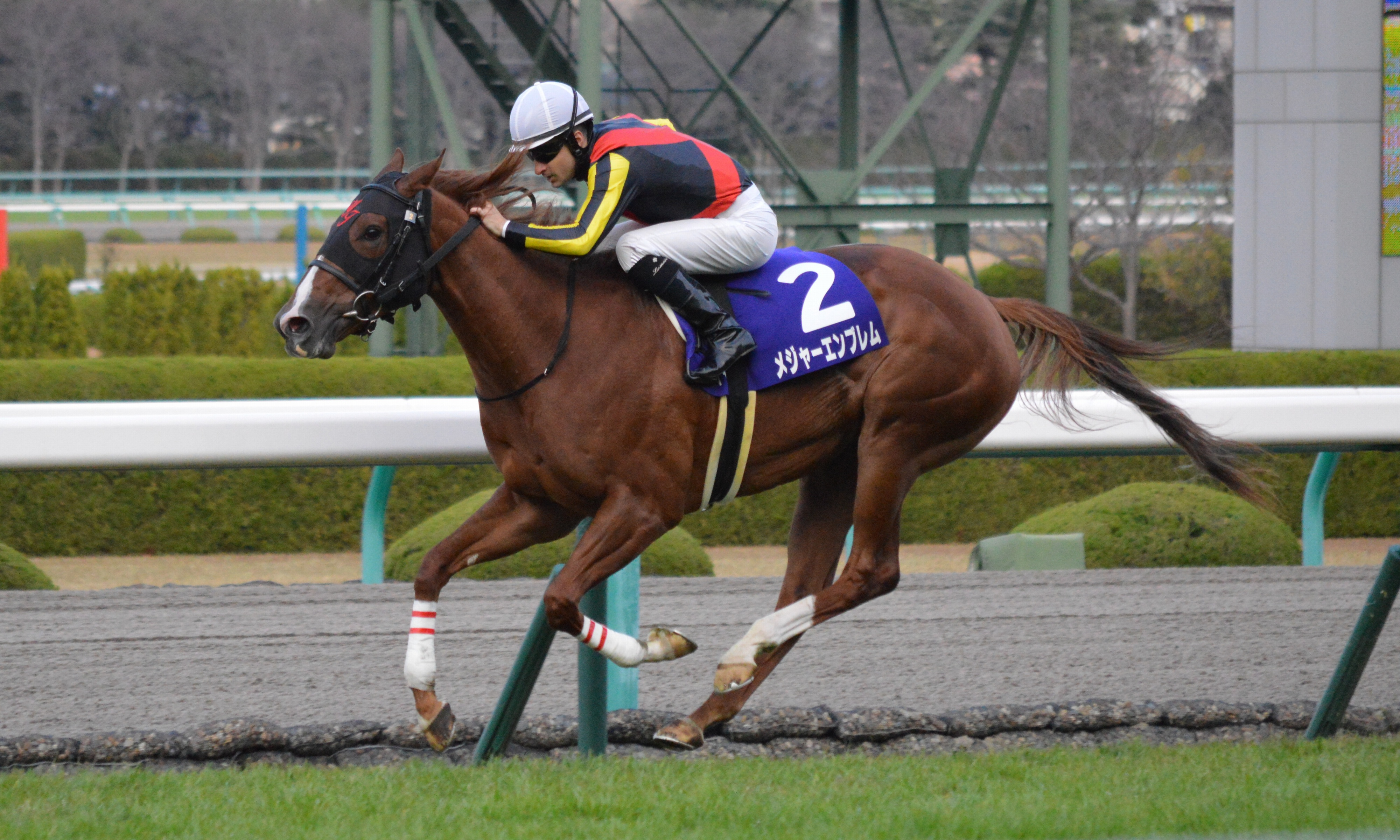
メジャーエンブレム

続いて、阪神ジュベナイルフィリーズ（GI）で初めてGI参戦。これまで3戦騎乗したルメールは、アルテミスステークス（GIII）2着から参戦するメジャーエンブレムを選択。そのため、アンドレア・アッゼニに乗り替わり出走。メジャーエンブレムが単勝2.5倍の1番人気に推される中、単勝オッズ14.4倍の5番人気の評価となった。発走後、メジャーエンブレムやキリシマオジョウなど逃げ馬を後方から見つめる4番手に位置した。最後の直線に入り、デンコウアンジュ、クロコスミアなど先行勢と追い上げを試みるも揃って伸びなかった。先頭のメジャーエンブレムにそのまま逃げ切られ、加えてウインファビラス、ブランボヌールなどに差し切りを許して後退し、メジャーエンブレムと1.0秒離された9着に敗退した。矢作は後に敗因として馬体重の減少、初めての距離である1マイル競走、直線の坂であると振り返っている。

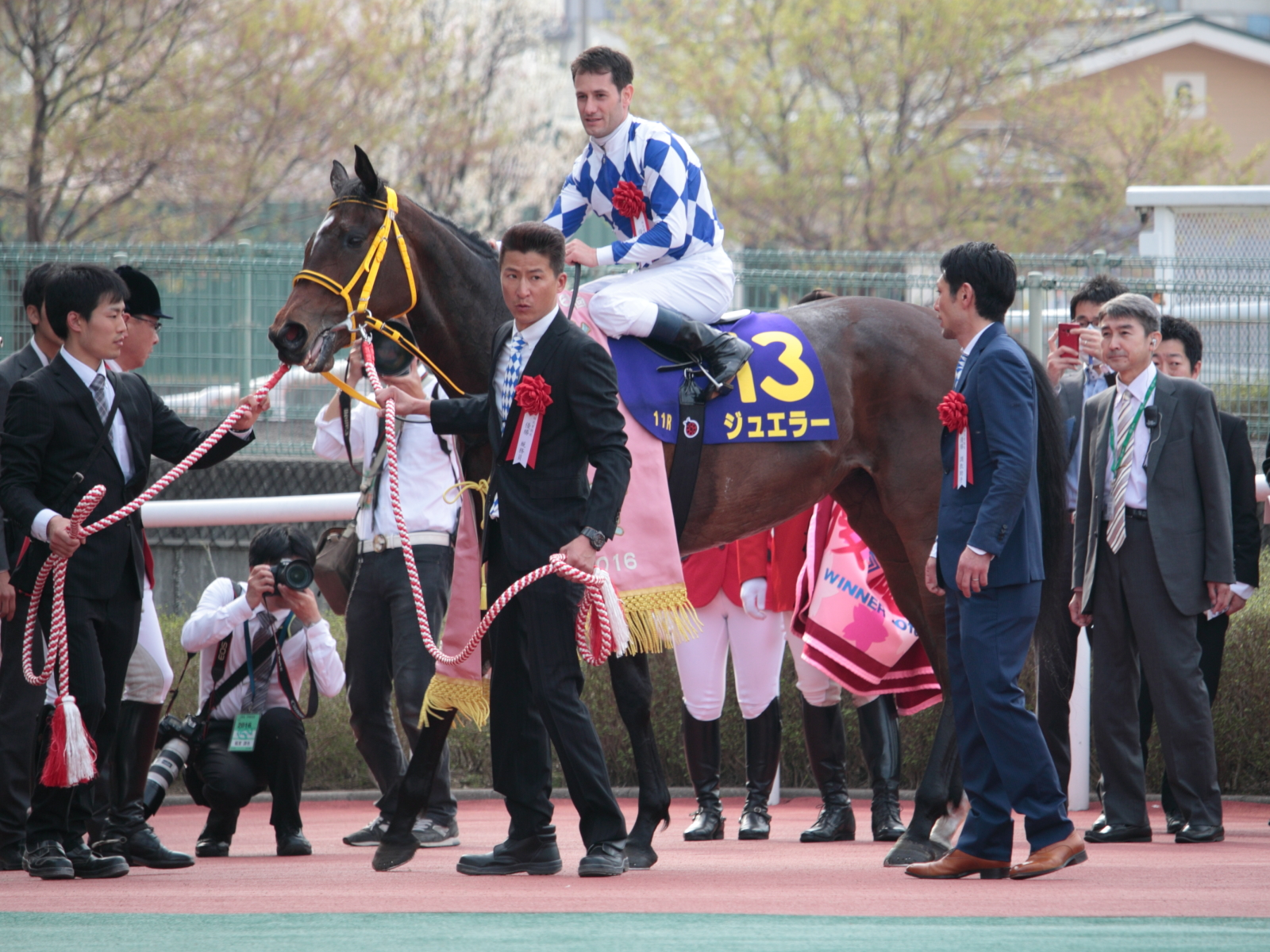
ジュエラー

短期放牧に出されたのち、桜花賞のトライアル競走であるフィリーズレビュー（GII）に武豊と初コンビを結成して出走。スタート後ハナを奪って逃げの手を打ち、600メートル35.0秒のペースで後続を率いた。最後の直線に進入しても先頭を保ち、粘りこみを図ったが、3番手から先行していたソルヴェイグに追い抜かれ、さらに決勝線手前で外から追い込んできたアットザシーサイドにハナ差差し切られて3着に敗れた。武は「スタートもよかったですし、無理に抑えるよりは（逃げよう）と思いました。楽なペースで行けましたし、押し切れると思った。惜しかった」と振り返り、矢作は改めて直線の「坂」を敗因に挙げた。その後、前走で獲得した優先出走権を行使して桜花賞（GI）に出走。武はエルフィンステークス（OP）を勝利したレッドアヴァンセを選択したため、菱田裕二に乗り替わって参戦し、優勝したジュエラーから1.3秒離された13着に敗れた。
以後、短距離の重賞競走、オープン競走に出走するも2ケタ着順で敗退する。その後、降級して自己条件の1000万円以下への出走、北海道での滞在競馬などを敢行。2017年のワールドオールスタージョッキーズ（WASJ）では騎乗馬として参戦し、JRA選抜チームの内田博幸が騎乗する機会もあった。しかし、HTB杯（1000万円以下）で3着となったのが最高で、勝ち星からは遠のいた。
2018年8月23日付けでJRAの競走馬登録を抹消し、現役を引退。現役最後の出走は、7月29日、札幌競馬場の道新スポーツ杯（1000万円以下）で5着（北村友一騎乗）。結果的にファンタジーステークスが最後の勝利であり、勝利は2歳時の2連勝のみである。

## 競走成績
以下の内容は、netkeiba.comの情報に基づく。
| 競走日     | 競馬場 | 競走名             | 格       | 距離（馬場）  | 頭 数 | 枠 番 | 馬 番 | オッズ （人気） | 着順 | タイム （上がり3F） | 着差 | 騎手        | 斤量 [kg] | 1着馬（2着馬）         | 馬体重 [kg] |
| ---------- | ------ | ------------------ | -------- | ------------- | ----- | ----- | ----- | --------------- | ---- | ------------------- | ---- | ----------- | --------- | ---------------------- | ----------- |
| 2015.08.01 | 札幌   | 2歳新馬            |          | 芝1500m（良） | 13    | 8     | 13    | 002.10（1人）   | 02着 | R1:30.5（34.6）     | -0.0 | 0C.ルメール | 54        | ジープルメリア         | 402         |
| 0000.08.23 | 札幌   | 2歳未勝利          |          | 芝1500m（良） | 13    | 1     | 1     | 001.70（1人）   | 01着 | R1:29.1（35.3）     | -0.1 | 0C.ルメール | 54        | （エフティスパークル） | 406         |
| 0000.11.07 | 京都   | ファンタジーS      | GIII     | 芝1400m（良） | 12    | 8     | 11    | 011.70（5人）   | 01着 | R1:21.9（33.7）     | -0.0 | 0C.ルメール | 54        | （メジェルダ）         | 412         |
| 0000.12.13 | 阪神   | 阪神JF             | GI       | 芝1600m（良） | 18    | 7     | 15    | 014.40（5人）   | 09着 | R1:35.5（36.6）     | -1.0 | 0A.アッゼニ | 54        | メジャーエンブレム     | 402         |
| 2016.03.13 | 阪神   | フィリーズレビュー | GII      | 芝1400m（良） | 18    | 4     | 7     | 004.80（2人）   | 03着 | R1:22.3（35.1）     | -0.2 | 0武豊       | 54        | ソルヴェイグ           | 406         |
| 0000.04.10 | 阪神   | 桜花賞             | GI       | 芝1600m（良） | 18    | 1     | 1     | 169.7（11人）   | 13着 | R1:34.7（34.7）     | -1.3 | 0菱田裕二   | 55        | ジュエラー             | 408         |
| 0000.06.19 | 函館   | 函館スプリントS    | GIII     | 芝1200m（良） | 16    | 6     | 11    | 032.60（9人）   | 16着 | R1:09.1（35.3）     | -1.3 | 0菱田裕二   | 50        | ソルヴェイグ           | 400         |
| 0000.10.16 | 新潟   | 信越S              | OP       | 芝1400m（良） | 17    | 8     | 17    | 026.60（9人）   | 16着 | R1:22.6（37.3）     | -2.2 | 0菱田裕二   | 51        | トウショウドラフタ     | 412         |
| 0000.12.04 | 阪神   | タンザナイトS      | OP       | 芝1400m（稍） | 14    | 6     | 9     | 049.5（12人）   | 13着 | R1:23.5（34.4）     | -1.4 | 0坂井瑠星   | 51        | サンライズメジャー     | 402         |
| 2017.01.21 | 中山   | カーバンクルS      | OP       | 芝1200m（良） | 12    | 7     | 10    | 076.1（12人）   | 12着 | R1:09.6（36.3）     | -1.1 | 0松岡正海   | 53        | ナックビーナス         | 416         |
| 0000.06.17 | 函館   | HTB杯              | 1000万下 | 芝1200m（良） | 16    | 1     | 2     | 017.70（8人）   | 03着 | R1:07.8（34.1）     | -0.2 | 0岩田康誠   | 55        | タマモブリリアン       | 416         |
| 0000.07.02 | 函館   | 道新スポーツ杯     | 1000万下 | 芝1200m（良） | 10    | 1     | 1     | 003.90（2人）   | 05着 | R1:09.0（34.4）     | -0.4 | 0岩田康誠   | 55        | デアレガーロ           | 422         |
| 0000.07.15 | 函館   | STV杯              | 1000万下 | 芝1200m（良） | 13    | 8     | 12    | 005.80（3人）   | 12着 | R1:09.2（33.8）     | -0.5 | 0C.ルメール | 55        | ミスドバウィ           | 416         |
| 0000.08.26 | 札幌   | WASJ第1戦          | 1000万下 | 芝1200m（良） | 14    | 6     | 9     | 007.90（5人）   | 05着 | R1:10.7（35.6）     | -0.3 | 0内田博幸   | 56        | パラダイスガーデン     | 412         |
| 0000.09.16 | 阪神   | 瀬戸内海特別       | 1000万下 | 芝1400m（重） | 13    | 2     | 2     | 032.1（10人）   | 05着 | R1:22.1（35.7）     | -0.5 | 0岩田康誠   | 55        | スターオブペルシャ     | 408         |
| 0000.12.16 | 中京   | 中京日経賞         | 1000万下 | 芝1200m（良） | 18    | 1     | 2     | 010.60（6人）   | 10着 | R1:08.7（34.6）     | -0.3 | 0吉原寛人   | 55        | サダムリスペクト       | 428         |
| 2018.01.06 | 京都   | 4歳上1000万下      |          | 芝1200m（良） | 16    | 1     | 1     | 007.40（5人）   | 08着 | R1:09.5（35.2）     | -0.5 | 0藤岡康太   | 55        | ウインソワレ           | 424         |
| 0000.02.11 | 京都   | 宇治川特別         | 1000万下 | 芝1400m（重） | 16    | 7     | 14    | 036.9（12人）   | 12着 | R1:25.1（36.8）     | -1.3 | 0川田将雅   | 54        | キアロスクーロ         | 422         |
| 0000.05.27 | 京都   | 御池特別           | 1000万下 | 芝1200m（良） | 16    | 2     | 4     | 009.00（5人）   | 05着 | R1:08.4（34.3）     | -0.2 | 0坂井瑠星   | 54        | ゲンキチハヤブサ       | 416         |
| 0000.06.16 | 函館   | HTB杯              | 1000万下 | 芝1200m（良） | 16    | 7     | 14    | 048.1（11人）   | 09着 | R1:08.3（35.0）     | -0.4 | 0川須栄彦   | 55        | モズスーパーフレア     | 412         |
| 0000.07.01 | 函館   | 道新スポーツ杯     | 1000万下 | 芝1200m（重） | 16    | 4     | 7     | 056.0（10人）   | 13着 | R1:11.1（36.7）     | -1.2 | 0北村友一   | 55        | ディバインコード       | 420         |
| 0000.07.29 | 札幌   | 道新スポーツ賞     | 1000万下 | 芝1500m（良） | 9     | 2     | 2     | 009.50（4人）   | 05着 | R1:28.9（34.6）     | -0.6 | 0北村友一   | 55        | テラノヴァ             | 420         |

- タイム欄のRはレコード勝ちを示す。

## 繁殖成績
競走馬引退後は、北海道浦河郡浦河町の富田牧場にて繁殖牝馬となる。2020年1月28日にデクラレーションオブウォーを父に持つ初仔（牝馬）を出産した。 
|       | 馬名             | 生年   | 性 | 毛色 | 父                         | 厩舎                             | 馬主                           | 戦績                                   | 出典          |
| ----- | ---------------- | ------ | -- | ---- | -------------------------- | -------------------------------- | ------------------------------ | -------------------------------------- | ------------- |
| 初仔  | クインズエルサ   | 2020年 | 牝 | 鹿毛 | デクラレーションオブウォー | 栗東・西村真幸                   | （株）ケイアイスタリオン       | 13戦1勝（引退）                        | [ 45 ] [ 44 ] |
| 2番仔 | キャンディタフト | 2021年 | 牝 | 鹿毛 | カリフォルニアクローム     | 栗東・稲垣幸雄 →名古屋・坂口義幸 | （有）ターフ・スポート →谷謙介 | 18戦2勝（現役）                        | [ 46 ]        |
| 3番仔 | ヤンキーバローズ | 2022年 | 牡 | 青毛 | エピファネイア             | 栗東・上村洋行                   | 猪熊広次                       | 5戦2勝（現役） ファルコンS（GIII）優勝 | [ 47 ]        |
| 4番仔 | アデルバローズ   | 2023年 | 牝 | 鹿毛 | レイデオロ                 | 美浦・森一誠                     | 猪熊広次                       | （デビュー前）                         | [ 48 ]        |
| 5番仔 |                  | 2024年 | 牝 | 鹿毛 | モーリス                   |                                  |                                |                                        | [ 49 ]        |
| 6番仔 |                  | 2025年 | 牡 | 鹿毛 | ドレフォン                 |                                  |                                |                                        | [ 50 ]        |

- 情報は、2025年4月11日現在[51]。

## 血統表
| キャンディバローズの血統        | キャンディバローズの血統                               | キャンディバローズの血統        | （血統表の出典）                | （血統表の出典） |
| 父系                            | サンデーサイレンス系/ヘイロー系                        | サンデーサイレンス系/ヘイロー系 | サンデーサイレンス系/ヘイロー系 | [ § 2 ]          |
| 父 ディープインパクト 2002 鹿毛 | 父の父*サンデーサイレンス Sunday Silence 1986 青鹿毛   | Halo                            | Hail to Reason                  | Hail to Reason   |
| 父 ディープインパクト 2002 鹿毛 | 父の父*サンデーサイレンス Sunday Silence 1986 青鹿毛   | Halo                            | Cosmah                          |                  |
| 父 ディープインパクト 2002 鹿毛 | 父の父*サンデーサイレンス Sunday Silence 1986 青鹿毛   | Wishing Well                    | Understanding                   | Understanding    |
| 父 ディープインパクト 2002 鹿毛 | 父の父*サンデーサイレンス Sunday Silence 1986 青鹿毛   | Wishing Well                    | Mountain Flower                 |                  |
| 父 ディープインパクト 2002 鹿毛 | 父の母*ウインドインハーヘア Wind in Her Hair 1991 鹿毛 | Alzao                           | Lyphard                         | Lyphard          |
| 父 ディープインパクト 2002 鹿毛 | 父の母*ウインドインハーヘア Wind in Her Hair 1991 鹿毛 | Alzao                           | Lady Rebecca                    |                  |
| 父 ディープインパクト 2002 鹿毛 | 父の母*ウインドインハーヘア Wind in Her Hair 1991 鹿毛 | Burghclere                      | Busted                          | Busted           |
| 父 ディープインパクト 2002 鹿毛 | 父の母*ウインドインハーヘア Wind in Her Hair 1991 鹿毛 | Burghclere                      | Highclere                       |                  |
| 母 アフレタータ 2000 栗毛       | 母の父*タイキシャトル 1994 栗毛                        | Devil's Bag                     | Halo                            | Halo             |
| 母 アフレタータ 2000 栗毛       | 母の父*タイキシャトル 1994 栗毛                        | Devil's Bag                     | Ballade                         |                  |
| 母 アフレタータ 2000 栗毛       | 母の父*タイキシャトル 1994 栗毛                        | *ウェルシュマフィン             | Caerleon                        | Caerleon         |
| 母 アフレタータ 2000 栗毛       | 母の父*タイキシャトル 1994 栗毛                        | *ウェルシュマフィン             | Muffitys                        |                  |
| 母 アフレタータ 2000 栗毛       | 母の母*チャイナブリーズ China Breeze 1991 鹿毛         | Capote                          | Seattle Slew                    | Seattle Slew     |
| 母 アフレタータ 2000 栗毛       | 母の母*チャイナブリーズ China Breeze 1991 鹿毛         | Capote                          | Too Bald                        |                  |
| 母 アフレタータ 2000 栗毛       | 母の母*チャイナブリーズ China Breeze 1991 鹿毛         | Nowanna                         | Envoy                           | Envoy            |
| 母 アフレタータ 2000 栗毛       | 母の母*チャイナブリーズ China Breeze 1991 鹿毛         | Nowanna                         | Distaff Decider                 |                  |
| 母系(F-No.)                     | (FN:1-o)                                               | (FN:1-o)                        | (FN:1-o)                        | [ § 3 ]          |
| 5代内の近親交配                 | Halo 3×4=18.75%                                        | Halo 3×4=18.75%                 | Halo 3×4=18.75%                 | [ § 4 ]          |
| 出典                            | 1. 2. 3. 4.                                            | 1. 2. 3. 4.                     | 1. 2. 3. 4.                     | 1. 2. 3. 4.      |

- そのほかの近親はフライアーズカース#主なファミリーラインを参照。